# Almancil
Almancil is een van de dorpen in de Portugese gemeente Loulé. Het dorp ligt enkele kilometers ten westen van Faro en telt 8795 inwoners (2001).

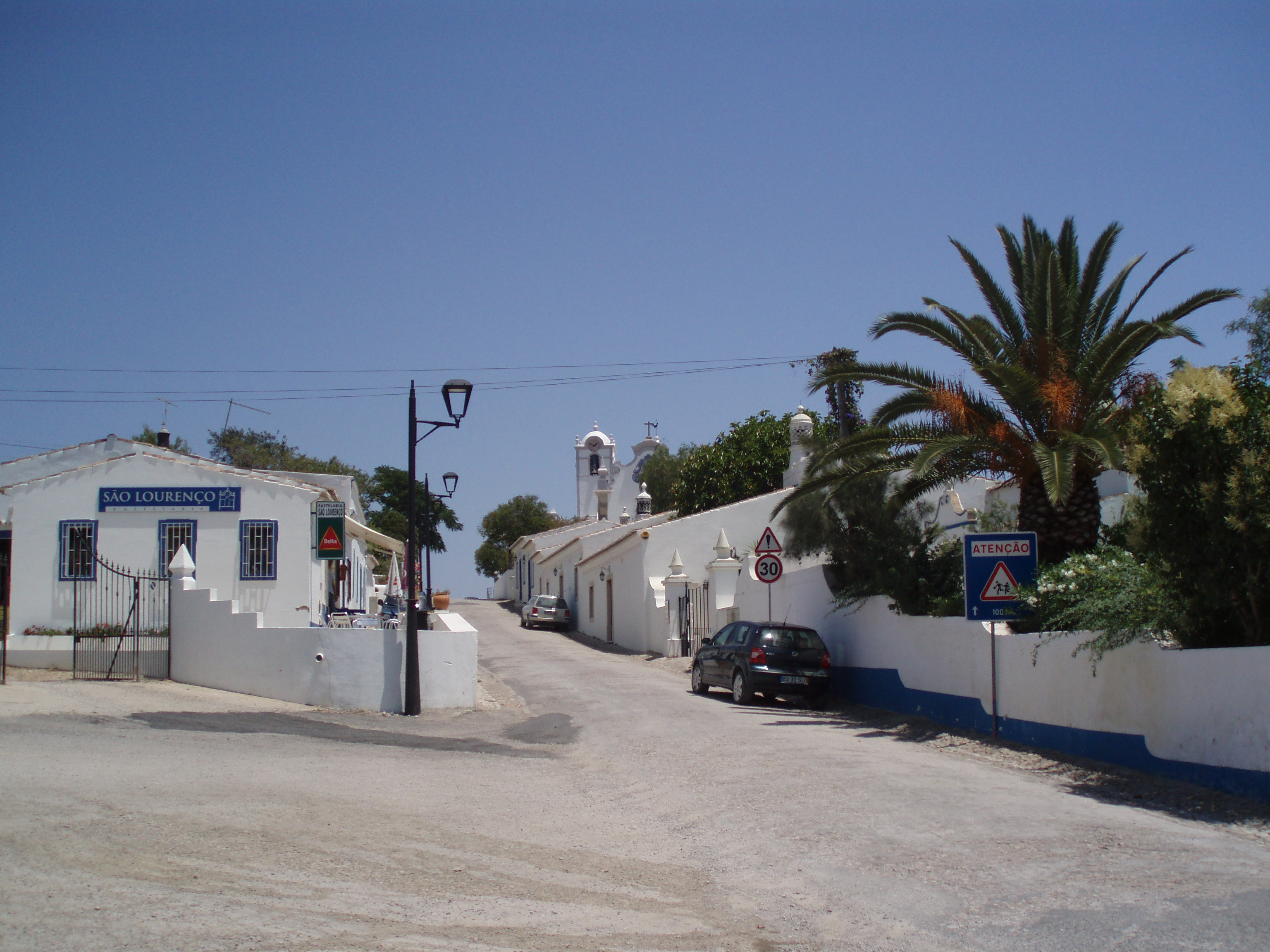
Een straat in Almancil

## Het Dorp
Almancil is een klein, relatief onbekend dorp dat vooral geliefd is bij de vakantieganger die op zoek is naar rust en luxe en iets meer te besteden heeft. Het dorp zelf is relatief klein, geconcentreerd rond een kruispunt van twee belangrijke "N"-wegen die de Algarve doorkruisen. De goede bereikbaarheid en de prachtige kustlijn hebben toerisme naar deze streek getrokken.

## Toerisme
Een belangrijke toeristische attractie is de kerk van São Lourenço de Matos.
Daarnaast is het Estádio Algarve te bezichtigen. In dit stadion werd in 2004 het Europees kampioenschap voetbal gehouden.
Tegen het dorp aan liggen een aantal villaparken / villawijken die vooral door Engelsen, Ieren, Duitsers en Zwitsers bewoond worden. Parken als Quinta do Lago en Vale do Lobo zijn regelmatig het toneel van grote golftoernooien of bieden huisvesting en trainingsfaciliteiten aan grote voetbalclubs zoals Manchester United of landenteams zoals Oranje of het Duitse elftal.
Quinta do Lago is vooral geliefd bij internationale muziek- en filmbekenden en leden van koninklijke families. Vale do Lobo trekt meer de sportmensen van over de gehele wereld. Naast deze twee grote villaparken vind je er ook een aantal kleinere zoals Vale do Garrão en Dunas Douradas. Binnen deze parken is nagenoeg alles zelfvoorzienend geregeld, van doktersposten, winkelcentra tot waterzuivering, riolering, beveiliging en zelfs brandweer.

## Natuur
De kustlijn van Almancil behoort tot het Ria Formosa natuurreservaat, met het langste ononderbroken stuk beschermde kustlijn ter wereld, waar een keur aan flora en fauna de vrije hand heeft.
Almancil · Alte · Ameixial · Benafim · Boliqueime · Quarteira · Querença · Salir · São Clemente · São Sebastião · Tôr